# Benjamin Melquiond
Benjamin Melquiond (* 3. Februar 1975 in Briançon) ist ein ehemaliger französischer Skirennläufer.

## Biographie
Melquiond entstammt eine Sportbegeisterten Familie. Sein Vater Jules Melquiond sowie sein Cousin Luc Alphand waren ebenfalls als Skirennläufer aktiv.
1994 feierte er sein internationales Renndebüt bei den Juniorenweltmeisterschaften in Lake Placid, wobei er im Super-G auf Anhieb die Goldmedaille gewinnen konnte. Er siegte mit einer dreiviertel Sekunde Vorsprung auf den Russen Andrei Filitschkin und fast einer Sekunde auf seinen drittplatzierten Teamkollegen Frédéric Covili.
Am 25. Februar 1995 gab Melquinod bei der Abfahrt in Whistler, British Columbia sein Weltcupdebüt, wobei er als 62. und Vorletzter die Weltcuppunkte deutlich verpasste.
Seine ersten Weltcuppunkte gewann er am 3. März 1996 beim Super-G im Skigebiet Happo One mit Rang 8. Dies sollte zugleich seine bestes Platzierung im Weltcup bleiben.
Im darauffolgenden Winter 1996/97 konnte sich Melquinod dank eines 12. Platzes beim Super-G von Laax für die Weltmeisterschaften in Sestriere qualifizieren. Dort erreichte er in der Alpinen Kombination mit dem 17. Platz sein bestes Ergebnis. Zu Abschluss der Saison wurde Melquinod erstmals französischer Meister im Super-G.
In den darauffolgenden Jahren konnte er jedoch nicht mehr an dieses Leistungsniveau anknüpfen. So feierte er zwar noch einige Erfolge auf nationaler Ebene, aber Im Weltcup gelang ihm nur noch vereinzelt der Sprung unter die besten 30.
Am 5. September 2001 gewann er in Las Leñas sein einziges Rennen im Rahmen einer kontinentalen Rennserie.
Sein letztes internationales Rennen bestritt Melquinod am 11. April 2004 in Puy-Saint-Vincent, danach beendete er seine Karriere.
In der Saison 2013/14 trainierte Melquiond die französische Damennationalmannschaft.

## Erfolge

### Weltmeisterschaften
- Sestriere 1997: 17. Alpine Kombination, 25. Abfahrt, 29. Super-G

### Weltcup
- Eine Platzierung unter den besten 10

### Juniorenweltmeisterschaften
- Lake Placid 1994: 1. Super-G, 17. Abfahrt

### Europacup
- 3 Platzierungen unter den besten 10, davon ein Podestplatz

### South American Cup
- Ein Sieg

| Datum             | Ort       | Land        | Disziplin |
| ----------------- | --------- | ----------- | --------- |
| 5. September 2001 | Las Leñas | Argentinien | Super-G   |

### Nor-Am Cup
- Eine Platzierung unter den besten 20

### Weitere Erfolge
- 6 Siege bei FIS-Rennen
- Französischer Meister im Super-G (1997, 2000)
- Französischer Vizemeister in der Abfahrt (1996)
- Französischer Vizemeister im Super-G (1996)
- Bronze bei den französischen Meisterschaften in der Abfahrt (1999)